# Бранка Радовић
Бранка Радовић (Цетиње, 1949 – Београд, децембар 2023) била је српски музиколог, музички критичар и универзитетски професор. Њена каријера обухватала је педагогију, научно истраживање, музичку критику и руковођење институцијама. Била је позната по добром познавању оперске уметности у Србији.

## Биографија

### Образовање
Бранка Радовић рођена је на Цетињу, у Црној Гори, 1949. године. Академско образовање стекла је у Београду. Прво је дипломирала 1973. године на Одсеку за југословенску и светску књижевност Филолошког факултета Универзитета у Београду. Годину дана касније, 1974, дипломирала је и на Одсеку за музикологију Факултета музичке уметности Универзитета у Београду.
Магистрирала је 1988. године на Катедри за српску историју музике Факултета музичке уметности у Београду, са темом о музичко-сценским делима Николе Херцигоње. Докторску дисертацију "Његош и музика" одбранила је 1999. године на Катедри за српску књижевност Филолошког факултета Универзитета у Београду.
Усавршавала се у области музикологије у Француској (Ница, Париз), а у области опере у Немачкој (Хамбург) и Италији (Рим).

## Педагошка и академска каријера
Педагошку каријеру Бранка Радовић започела је као професорка теоријских предмета у Музичкој школи "Мокрањац" у Београду. Функцију директорке ове школе обављала је од 1995. до 1999. године.
Од 1999. године радила је на Музичкој академији у Источном Сарајеву, прво као доцент, а од 2003. као ванредни професор. Предавала је Историју музике и Музичке облике и на музичким факултетима на Цетињу и у Новом Саду.
На Филолошко-уметнички факултет (ФИЛУМ) Универзитета у Крагујевцу прешла је 2003. године, прво у звању ванредног професора, а 2009. била је изабрана за редовног професора за предмет Историја музике. Била је прва деканка ФИЛУМ-а од 2004. до краја 2005. године. Током њеног мандата, музички одсек је проширен новим студијским програмима (Флаута, Соло певање, Музика у медијима), покренут је научни часопис факултета Наслеђе и започет је рад на издавачкој делатности. За свој рад, Наставно-научно-уметничко веће ФИЛУМ-а предложило ју је за Светосавску награду за животно дело.
Била је позната по професионалности и љубазности, а тежила је увођењу иновација у наставу.

## Научни рад и музичка критика

### Објављене књиге
Бранка Радовић је ауторка више књига из области музикологије:
- Мала историја музике (Удружење музичких педагога Србије, 1992)[2]
- Горски вијенац и друга музичко-сценска дела Николе Херцигоње (Удружење композитора Црне Горе, Београд, 2000/2002)[2]
- Његош и музика (Завод за уџбенике и наставна средства, 2001)[2]
- Отменост посртања: Христићева опера Сутон (СНП Нови Сад, 2000/2002)[2]
- Summa Xeniana (монографија о композиторки Ксенији Зечевић; Белеф центар, 2007)[2]
- Монографија о пијанисти Томиславу Станићу (2010)[2]
- Партитура (коауторски рад, 2010)[2]
- АЛЕКСАНДАР ВУЈИЋ ОД А ДО Ш: КОМПОЗИТОР, ДИРИГЕНТ, ПИЈАНИСТА... (коауторка са Снежаном Николајевић; Камерни оркестар „Симфонијета”, Београд, 2023)[5]

### Чланци и истраживања
Објавила је бројне чланке у домаћим и страним часописима и зборницима. Њена истраживачка интересовања била су усмерена на историју савремене српске музике, оперу, и однос књижевности и музике. Значајан је њен чланак о Василију Мокрањцу, "Al niente – над последњим опусом Василија Мокрањца – после четврт века", објављен у часопису Музикологија (бр. 9, 2009, Музиколошки институт САНУ).\ Њен рад "Предраг Милошевић – 80 година живота (1904–1984)" (Звук, 1985) цитиран је у радовима о Предрагу Милошевићу.

### Музичка критика
Критичарску делатност започела је на Трећем програму Радио Београда, а затим је писала за дневне листове "Борба" и "Политика". Више од две деценије била је музичка критичарка "Политике", где је објавила неколико хиљада текстова, посебно о опери. Њене критике су описиване као аргументоване и добронамерне, уз повремено оштрији тон.

### Уреднички рад
Од 1989. до 1999. године била је главна и одговорна уредница часописа "Pro musica", који издаје Удружење музичких уметника Србије. Сарађивала је и са другим музичким часописима и била члан редакција (нпр. "Музички талас"). Наводи се да је уредничку функцију у "Pro musica" преузела од Ђуре Јакшића.

## Руковођење музичким институцијама

### Опера и театар Мадленијанум
Од 2010. године, Бранка Радовић је била директорка Опере и театра Мадленианум у Земуну. Радила је на поставкама дела светске и домаће музичке баштине, укључујући обнову опере "Сутон" Стевана Христића.

### Фестивалски ангажман и друге улоге
Била је селекторка фестивала "Мокрањчеви дани" у Неготину у два мандата. Такође је била председница Програмске комисије и председница Управног одбора Међународног такмичења Музичке омладине. У оснивачкој фази, била је именована за директорку опере у Крагујевцу, где су у Театру "Јоаким Вујић" изведене опере На уранку Станислава Биничког и Травијата Ђузепеа Вердија.

## Награде и признања
Наставно-научно-уметничко веће ФИЛУМ-а предложило је Бранку Радовић за Светосавску награду за животно дело. Била је чланица жирија за Октобарску награду града Београда (1984–1987) и именована у комисију за награду "Стана Ђурић Клајн" (за музикологију) 2021. године. == Референце ==
1. 1 2 3  „Oštra kritičarka, ali uvek dobronamerna”. Politika Online. Приступљено 15. мај 2025.
2. 1 2 3 4 5 6 7 8 9 10 11 12 13 14 15 16 17 18 19 20 21  „In memoriam - Проф. др Бранка Радовић (1949-2023)”. Филолошко-уметнички факултет Универзитета у Крагујевцу. Приступљено 15. мај 2025.
3. 1 2 3 4 5 6 7 8 9 10 11 12 13 14 15  „BRANKA RADOVIC”. Opera & Theatre Madlenianum (на језику: енглески). Приступљено 15. мај 2025.
4. ↑  „BRANKA RADOVIĆ”. Opera & Theatre Madlenianum. Приступљено 15. мај 2025.
5. ↑  „Снежана Николајевић и Бранка Радовић АЛЕКСАНДАР ВУЈИЋ ОД А ДО Ш: КОМПОЗИТОР, ДИРИГЕНТ, ПИЈАНИСТА...”. CEEOL. Приступљено 15. мај 2025.
6. ↑  „Al niente–над последњим опусом Василија Мокрањца–после ...”. CEEOL. Приступљено 15. мај 2025.
7. ↑  „Predrag Milošević – portret muzičkog stvaraoca” (PDF). SANU DAIS. Приступљено 15. мај 2025.
8. ↑  „THE BEST OF UMETNIČKA MUZIKA U PGP-U” (PDF). SANU DAIS. Приступљено 15. мај 2025.
9. ↑  „Izveštaj o radu Muzikološkog društva Srbije u 2021. i finansijski izveštaj za 2021.” (PDF). SANU DAIS (документ Музиколошког друштва Србије). стр. 2. Приступљено 15. мај 2025.